# Односи Југославије и Друштва народа
Односи Југославије и Друштва народа су некадашњи односи Краљевине Југославије и Друштва народа.

## Југославија и Друштво народа
Друштво народа основано је после Првог светског рата одлуком Конференције мира у Паризу као прва међународна организација чији је задатак био очување мира у свету. Бивши српски и тадашњи југословенски посланик у Паризу Миленко Веснић, је као делегат Краљевине Срба, Хрвата и Словенаца на Мировној конференцији био члан Комитета за Лигу народа. Као потписница мировног уговора у Версају Краљевина Срба, Хрвата и Словенаца постала је један од оснивача Друштва народа 1919. и активно је учествовала у његовом раду све до замрзавања његове делатности 1939.
Југословенски државници старији генерација је, попут њихових европских колега, у почетку показивала мало интересовања за рад Друштва народа. Због тога је на прва два заседања Скупштине Друштва народа делегације Краљевине Срба, Хрвата и Словенаца предводио Мирослав Спалајковић. Први министар иностраних дела који је показао више интересовања и разумевања за рад међународне организације у Женеви био је Момчило Нинчић. Он је спровео више реорганизација унутар министарства која су имала за циљ да држава буде спремнија да одговори на све преузете међународне обавезе. Такође, увео је праксу да министар буде први делегат на заседањима Скупштине Друштва народа. Његов пример су следили сви министри иностраних послова до доласка Милана Стојадиновића на чело ресора, 1935. године.
Слична тенденција је била видљива и у погледу отварања сталног дипломатског представништва. Уредбом о организацији рада Министарства иностраних дела, дипломатских заступништава и консулата Краљевине Срба, Хрвата и Словенаца у иностранству од 5. маја 1919, уопште није било предвиђено отварање сталних делегација, а самим тим ни ранг сталних делегата у чиновничкој хијерархији. Министри иностраних дела Никола Пашић и Момчило Нинчић су у два наврата, 1921. и 1923, покушали да пошаљу дипломатске чиновнике у Женеви са циљем да одржавају сталне контакте са Генералним секретаријатом Друштва народа. Морали су да одустану од својих намера услед различитих околности. Припремне радње за прво отварање Сталне делегације у Женеви извршио је Момчило Нинчић током 1924, а читав процес је окончао нови министар иностраних дела Војислав Маринковић. Први стални делегат био је Јован Дучић. До тада су послови у вези са радом Друштва народа спадали у задужења посланика у Берну Милутина Јовановића, сестрића Николе Пашића. Ограничавање дотадашњих надлежности посланика у Берну довело је до личног сукоба на релацији Дучић—Јовановић. Овај инцидент, који је имао и епилог пред швајцарским судом, утицао је на затварање Сталне делегације у Женеви 1925. године. Припремне радње за поновно отварање дипломатског представништва спровео је Момчило Нинчић, децембра 1926. године. Његова првобитна намера је била да постави Александра Ст. Вукчевића за сталног делегата. Међутим, нови министар иностраних дела Никола (Нинко) Перић је променио првобитну одлуку и поставио је Константина Фотића за сталног делегата у Женеви, фебруара 1927. године.
Због дотадашњих заслуга на ангажовању југословенске дипломатије у Женеви, министар иностраних дела Момчило Нинчић је изабран за председника VII заседања Скупштине Друштва народа, 1926. године.
Приликом реорганизације структуре Савета Друштва народа 1926, три чланице Мале антанте (Југославија, Чехословачка и Румунија) су успеле, уз француску подрушку, да се изборе да се усвоји принцип којим је гарантован избор једне од три државе за несталног члана Савета. Краљевина Срба, Хрвата и Словенаца / Краљевина Југославија је изабрана за несталног члана Савета Друштва народа током два периода: 1929–1932 (од 57. до 68. заседања) и 1938–1939 (од 103. до 107. заседања).
Иницијативом професора Милете Новаковића образовано је Југословенско универзитетско удружење за Друштво народа, 1925, које је учествовало у раду Међународног универзитетског савеза удружења за Друштво народа од септембра исте године.

## Питање разграничења са Албанијом
Крупно питање коначно разграничење са Албанијом је дошло на дневни ред после пријема ове земље у Друштво народа 1921. Питања која су остала после разграничења 1913. (Свети Наум, Лим) преузела је комисија коју је именовала Конференција амбасадора и она је Свети Наум доделила Албанији. Пошто је Краљевина СХС оспорилао ово решење пред Друштвом народа његов Савет је пренео Међународном суду правде који је потврдио став комисије а Краљевина је ово питање решила тек у директним преговорима са Албанијом и протоколу из Фиренце потписаном 1926.

## Стални делегати Краљевине СХС/Југославије при Друштву народа
- Божидар Пурић, посланик Краљевине Југославије у Паризу и стални делегат при Друштву народа у Женеви, 1935—1939.
- Иван Суботић, в. д. сталног делегата, 1935−1939.
- Константин Фотић, стални делегат, 1932−1935.
- Илија Шуменковић, посланик Краљевине Југославије у Берну и стални делегат при Друштву народа у Женеви, 1929−1931.
- Константин Фотић, стални делегат, 1927−1929.
- Милутин Јовановић, посланик Краљевине СХС у Берну и стални делегат КСХС при Друштву народа у Женеви, 1925−1927.
- Јован Дучић, први стални делегат КСХС при Друштву народа у Женеви, 1924−1925.
- Милутин Јонановић, посланик Краљевине СХС у Берну и представник КСХС при Друштву народа у Женеви, 1921−1924.

Иво Андрић је био секретар и повремени отправник послова Сталне делегације Краљевине Југославије при Друштву народа у Женеви, 1930−1933

## Скупштина Друштва народа
Скупштина Друштва народа састајала се редовно једном годишње (у септембру). У периоду од 1920. до 1946. одржано је 21 редовно и 4 специјална (1926, 1932, 1934. и 1937) заседања Скупштине Друштва народа у Женеви. Прво заседање скупштине одржано је од 15. новембра до 18. децембра 1920, а последње (21.) од 8. до 18. априла 1946.

### Преглед учешћа делегација КСХС/Југославије на заседањима Скупштине Друштва народа
- Прва скупштина, Женева, 15. новембар − 18. децембар 1920.
  - Ладислав Полић, делегат
  - Мирослав Спалајковић, делегат
  - Иван Жолгер, делегат
- Друга скупштина, Женева, 5. септембар − 5. октобар 1921.
  - Милутин Јовановић, делегат
  - Мирослав Спалајковић, делегат
  - Милета Новаковић, делегат
  - Ранислав М. Аврамовић, заменик
- Трећа скупштина, Женева, 4 − 30. септембар 1922.
  - Момчило Нинчић, делегат
  - Милутин Јовановић, делегат
  - Миливоје Гавриловић, делегат
  - Милорад Стражницки, заменик
  - Ранислав М. Аврамовић, заменик
  - Василије Јовановић, заменик
- Четврта скупштина, Женева, 3 − 29. септембар 1923.
  - Момчило Нинчић, делегат (потпредседник по службеној дужности, председавајућег одбора)
  - Лазар Марковић, делегат
  - Милутин Јовановић, делегат
  - Василије Јовановић, заменик
  - Милорад Стражницки, заменик
  - Ранислав М. Аврамовић, заменик
- Пета скупштина, Женева, 1. септембар − 2. октобар 1924.
  - Војислав Маринковић, делегат
  - Илија Шуменковић, делегат
  - Коста Кумануди, делегат
  - Леонидас Питамиц, заменик
  - Ладислав Полић, заменик
  - Милета Новаковић, заменик
- Шеста скупштина, Женева, 7 − 26. септембар 1925.
  - Момчило Нинчић, делегат (потпредседник по службеној дужности, председавајућег одбора)
  - Лазар Марковић, делегат
  - Милутин Јовановић, делегат
  - Јурај Крњевић, помоћник делегата
  - Милорад Стражницки, заменик
  - Ранислав М. Аврамовић, заменик
  - Василије Јовановић, заменик
  - Стјепан Радић, заменик
- Седмо редовно заседање Скупштине, Женева, 6 − 25. септембар 1926.
  - Момчило Нинчић, делегат (Председник)
  - Стјепан Радић, делегат
  - Лазар Марковић, делегат
  - Милутин Јовановић, заменик
  - Ђорђе Ђурић, заменик
  - Ранислав М. Аврамовић, помоћник делегата
  - Јурај Крњевић, помоћник делегата
- Осмо редовно заседање Скупштине, Женева, 5 − 27. септембар 1927.
  - Војислав Маринковић, делегат
  - Коста Кумануди, делегат
  - Леонид Питамиц, заменик
  - Милорад Стражницки, заменик
  - Константин Фотић, помоћник делегата
  - Милан Ракић, помоћник делегата
  - Ђорђе Ђурић, помоћник делегата
- Девето редовно заседање Скупштине, Женева, 3 − 26. септембар 1928.
  - Војислав Маринковић, делегат (потпредседник по службеној дужности, председавајућег одбора)
  - Милан Ракић, делегат
  - Ђорђе Ђурић, делегат
  - Леонидас Питамиц, заменик
  - Константин Фотић, заменик
  - Милорад Стражницки, заменик
  - Михаило Ненадовић, заменик
- Десето редовно заседање Скупштине, Женева, 2 − 25. септембар 1929.
  - Војислав Маринковић, делегат
  - Илија Шуменковић, делегат
  - Желимир Мажуранић, делегат
  - Константин Фотић, заменик
  - Андреј Госар, заменик
  - Михаило Ненадовић, заменик
- Једанаесто редовно заседање Скупштине, Женева, 10. септембар − 4. октобар 1930.
  - Војислав Маринковић, делегат
  - Илија Шуменковић, делегат
  - Желимир Мажуранић, делегат
  - Константин Фотић, заменик
  - Андреј Госар, заменик
  - Милан Тодоровић, заменик
  - Михаило Ненадовић, заменик
- Дванаесто редовно заседање Скупштине, Женева, 7 − 29. септембар 1931.
  - Војислав Маринковић, делегат
  - Илија Шуменковић, делегат
  - Желимир Мажуранић, делегат
  - Константин Фотић, заменик
  - Андреј Госар, заменик
  - Милан Тодоровић, заменик
- Специјано заседање Скупштине сазване, на основу члана 15. Пакта, на захтев кинеске владе, Женева, 3. март − 9. децембар 1932.
  - Војислав Маринковић, делегат
  - Богољуб Јевтић, делегат
  - Илија Шуменковић, делегат
  - Желимир Мажуранић, делегат
  - Константин Фотић, делегат
  - Иван Перне, заменик
- Тринаесто редовно заседање Скупштине, Женева, 26. септембар − 17. октобар 1932.
  - Богољуб Јевтић, делегат
  - Мирослав Плој, делегат
  - Марко Костренчић, делегат
  - Константин Фотић, заменик
  - Милан Тодоровић, заменик
- Четрнаесто редовно заседање Скупштине, Женева, 23. септембар − 11. октобар 1933.
  - Богољуб Јевтић, делегат
  - Константин Фотић, делегат
  - Мирослав Плој, делегат
  - Марко Костренчић, делегат
  - Милан Тодоровић, помоћник делегата
- Петнаесто редовно заседање Скупштине, Женева, 10 − 27. септембар 1934.
  - Богољуб Јевтић, делегат (потпредседник биран на Скупштини)
  - Мирослав Плој, делегат
  - Константин Фотић, делегат
  - Марко Костренчић, делегат
  - Милан Тодоровић, заменик
  - Иван Суботић, помоћник делегата
- Посебно заседање Скупштине сазване на основу члана 15. Пакта и у складу са Скупштином од 27. септембра 1934, Женева, 20 − 24. новембар 1934.
  - Богољуб Јевтић, делегат
  - Константин Фотић, делегат
- Шестнаесто редовно заседање Скупштине, Женева, 10 − 27. септембар 1935.
  - Божидар Пурић, делегат (потпредседник биран на Скупштини)
  - Андреј Госар, делегат
  - Иван Суботић, делегат
  - Иво Андрић, заменик
  - Милан Тодоровић, заменик
- Седамнаесто редовно заседање Скупштине, Женева, 10 − 27. септембар 1936.
  - Божидар Пурић, делегат (потпредседник биран на Скупштини)
  - Андреј Госар, делегат
  - Иван Суботић, делегат
  - Иво Андрић, заменик
- Посебно заседање Скупштине сазване у циљу разматрање захтева Краљевине Египат за пријем у Друштво народа, Женева, 26 − 27. мај 1937.
  - Божидар Пурић, делегат
  - Иван Суботић, делегат
- Осамнаесто редовно заседање Скупштине, Женева, 13. септембар − 6. октобар 1937.
  - Божидар Пурић, делегат
  - Андреј Госар, делегат
  - Иван Суботић, делегат
  - Иво Андрић, заменик
- Деветнаесто редовно заседање Скупштине, Женева, 12 − 30. септембар 1938.
  - Андреј Госар, делегат
  - Иван Суботић, делегат
  - Иво Андрић, делегат
  - Славко Стојковић, заменик
- Двадесето редовно заседање Скупштине, Женева, 11 − 14. децембар 1939.
  - Зорислав Драгутиновић, делегат
  - Стојан Гавриловић, делегат
- Двадесето (завршетак) и Двадесет прво редовно заседање Скупштине, Женева, 8 − 18. април 1946.
  - Милан Ристић, делегат
  - Мато Јакшић, делегат[1]